# Бальцерс
Бальцерс (нем. Balzers) — община в княжестве Лихтенштейн.
. Официальный код — 7003. 
Большая часть коммуны находится на восточном берегу Рейна. В Бальцерсе имеется небольшой аэродром для вертолётов (в Лихтенштейне нет аэропортов), а также замок Гутенберг.

## Население
- 2009 — 4467 жителей.
- 2011 — 4528 жителей.
- 2012 — 4526 жителей.
- 2013 — 4539 жителей.

## История и культура

Памятный знак в честь Суворова.

Исторически в современную коммуну входили две деревни — Бальцерс и Мельс на западе. В культурах двух деревень есть малозаметные различия, проявляющиеся в некоторых обычаях, таких как «Funken» (букв. «Искра») — весенний ритуал, имеющий дохристианское происхождение, заключающийся в разведении большого костра, который до сих пор проводится в каждой деревне отдельно.
11—12 октября 1799 г. здесь во время возвращения из Швейцарского похода останавливалась Русская армия под предводительством Суворова. В честь этого события в 1985 г. на стене местной гостиницы по инициативе барона Фальц-Фейна был установлен памятный знак.

## Известные уроженцы
- Бюхель, Иоганн Баптист (1853—1927) — лихтенштейнский священник, просветитель, поэт, историк.